# NGC 3489
NGC 3489 je čočková galaxie s příčkou v souhvězdí Lva. Objevil ji William Herschel 8. dubna 1784. Od Země je vzdálená přibližně 39 milionů světelných let a je členem Skupiny galaxií M 96.
Na obloze leží přibližně 3,4° východně od hvězdy 52 Leonis a dá se vyhledat i menším hvězdářským dalekohledem. Větší dalekohled ukáže kolem jasného jádra i slabé vnější halo.
Řadí se mezi Seyfertovy galaxie a ultrafialové snímky ukazují, že obsahuje prstenec tvořený mladými hvězdami.